# MiG-5
DIS-200, przewidywane oznaczenie seryjne MiG-5 (ros. Дальний истребитель сопровождения – „długodystansowy myśliwiec eskortowy”) – prototyp radzieckiego samolotu myśliwskiego z okresu II wojny światowej, skonstruowany w biurze MiG. W planach były również wersje zwiadowcze i bombowe, ale planów tych nigdy nie urzeczywistniono. DIS był jednomiejscową, dwusilnikową maszyną o mieszanej konstrukcji. Zbudowane zostały tylko dwa egzemplarze.
Pierwszy projekt, któremu biuro konstrukcyjne nadało oznaczenie T, był napędzany silnikami Mikulin AM-37. Pierwszy lot odbył się w maju 1941. Samolot pozytywnie przeszedł testy w locie. Druga maszyna, IT, miała silniki Szwiecow M-82F i została ukończona w październiku 1942 roku, ale nie ukończyła lotów testowych przed anulowaniem projektu. Pomimo tego że oba projekty dobrze się prezentowały, NKAP uznał, że możliwości i parametry samolotu są zbyt podobne do tych jakie osiągał Pe-2, który już był w produkcji.
Oznaczenie MiG-5 było zarezerwowane dla tego samolotu, ale w końcu nigdy nie zostało użyte. To samo oznaczenie jest czasami błędnie stosowane w stosunku do MiGa I-211, zupełnie nie powiązanego z DIS prototypu samolotu opartego MiGa-3.

## Pozostałe parametry
- Obciążenie powierzchni – 196 kg/m²
- Stosunek mocy do masy – 0.27 kW/kg